# Онделу
Онделу (фр. Andelu) насеље је и општина у Француској у региону Париски регион, у департману Ивлен која припада префектури Мант ла Жоли.
По подацима из 2011. године у општини је живело 485 становника, а густина насељености је износила 122,47 становника/km². Општина се простире на површини од 3,96 km². Налази се на средњој надморској висини од 119 метара (максималној 133 m, а минималној 111 m).

## Демографија
| 1962. | 1968. | 1975. | 1982. | 1990. | 1999. | 2011. |
| ----- | ----- | ----- | ----- | ----- | ----- | ----- |
| 190   | 231   | 246   | 272   | 346   | 370   | 485   |

График промене броја становника у току последњих година